# Pilumnus depressus
Pilumnus depressus is een krabbensoort uit de familie van de Pilumnidae. De wetenschappelijke naam van de soort is voor het eerst geldig gepubliceerd in 1871 door Stimpson.